# Julia Hamburg
Julia Willie Hamburg (ur. 26 czerwca 1986 w Hanowerze) – niemiecka polityk, działaczka Sojuszu 90/Zieloni, deputowana do Landtagu Dolnej Saksonii (od 2013), minister i wicepremier w rządzie Dolnej Saksonii.

## Życiorys
Po ukończeniu szkoły średniej (Abitur) w 2004 roku rozpoczęła studia z zakresu nauk politycznych, germanistyki i filozofii na Uniwersytecie w Getyndze. Studiów nie ukończyła. W 2007 roku wstąpiła do partii Sojusz 90/Zieloni. W latach 2011–2013 pełniła funkcję wiceprzewodniczącej, a następnie do 2014 roku przewodniczącej struktur krajowych partii w Dolnej Saksonii.
W 2013 roku po raz pierwszy uzyskała mandat posłanki do Landtagu Dolnej Saksonii. W latach 2016–2018 była członkinią rady dzielnicy Hanower Linden-Limmer. Od 2020 do 2022 roku kierowała frakcją Zielonych w landtagu. W 2021 roku została członkinią federalnej rady partii (Parteirat).
8 listopada 2022 objęła urząd ministra edukacji Dolnej Saksonii, a także stanowisko zastępczyni premiera tego landu.